# Diplusodon
Diplusodon é um género botânico pertencente à família Lythraceae.